# قبالة هرمسية
القَبَالة الهرمسية أو القبلانية الهرمسية (بالعبرية: קַבָּלָה، "استقبال" أو "التعليل")، هي طريقة باطنية وغموضية تتناول الغيب. هي الفلسفة والإطار التي تحيط جمعيات السحر مثل "الفجر الذهبي" و"الجماعة الثيلمية" وجمعيات الديانات الغامضة مثل "بناة الأديتوم" و"تابعي الصليب الوردي". كما هي سابقة لحركات "الوثنية الجديدة"، "الويكا" و"العصر الجديد". وهي أساس "القشورية كما تدرس في جماعات درب اليد اليسرى المتمثلة بالجماعة التايفوسية.
نشأة القبالة الهرمسية بموازاة القبالة المسيحية ومن ثم اتحدت معها في التأثير على عصر النهضة الأوروبية لتصبح أجه مختلفة للنخبية المسيحية والغير مسيحية وحتى المعادية للمسيحية بحسب مدارسها المختلفة التي ظهرت في تلك الفترة. استمدت معارفها وتأثرت بتيارات مختلفة من أهمها القبالة اليهودية، التنجيم الغربي، الخيمياء، الديانات الوثنية، وبخاصة الفرعونية واليونان-رومانية (ومنها استقاة كلمة الهرمسية)، والأفلاطونية المحدثة، والغنوصية، والنظام الأنسي لسحر الملائكة والهرمسية ووالصليبية الوردية الماسونية، والتنترا ورموزيات أوراق التاروت.
الاختلاف بين القبالة اليهودية والهرمسية بأن الأخيرة تعتبر نفسها توفيقية بين أفكار متناقضة منها القبالة اليهودية.

## تعاليمها

### مفهوم الألوهية
من لب اهتمامات القبالة الهرمسية هي ماهية الإله. نظرتها نحو الألوهية تختلف عن نظرة الديانات التوحيدية. فمثلا، لا تفصل الهرمسية بين الذات الإلهي والإنسان. ومثل الأفلاطونية المحدثة، تعتبر أن الكون الجلي، بما فيه الخلق المادي، ما هو إلا تجلي لسلسلة من الانبثاقات للذات الإلهي. وهذه الانبثاقات هي نتيجة لثلاث حالات تسبق التجلي. وهذه الحالات هي:
1. حالة «العدمية التامة» وتسمى «اللا» (بالعبرية: אין، "عين" وتعني لاشيء).
2. حالة «البدون حدود» وتسمى «اللا نهاية» (بالعبرية: אין סוף، "عين صوف" وتعني لا حدود) وهي كثافة مركزة لـ«اللا».
3. حالة "النور السرمدي" وتسمى "النور الانهائي (بالعبرية: אין סוף אור ، "عين صوف أور" وتعني نور من دون حدود) وهي تنتج بسبب حركة "البدون حدود".[6]

## السيفيروث في القبالة الهرمسية

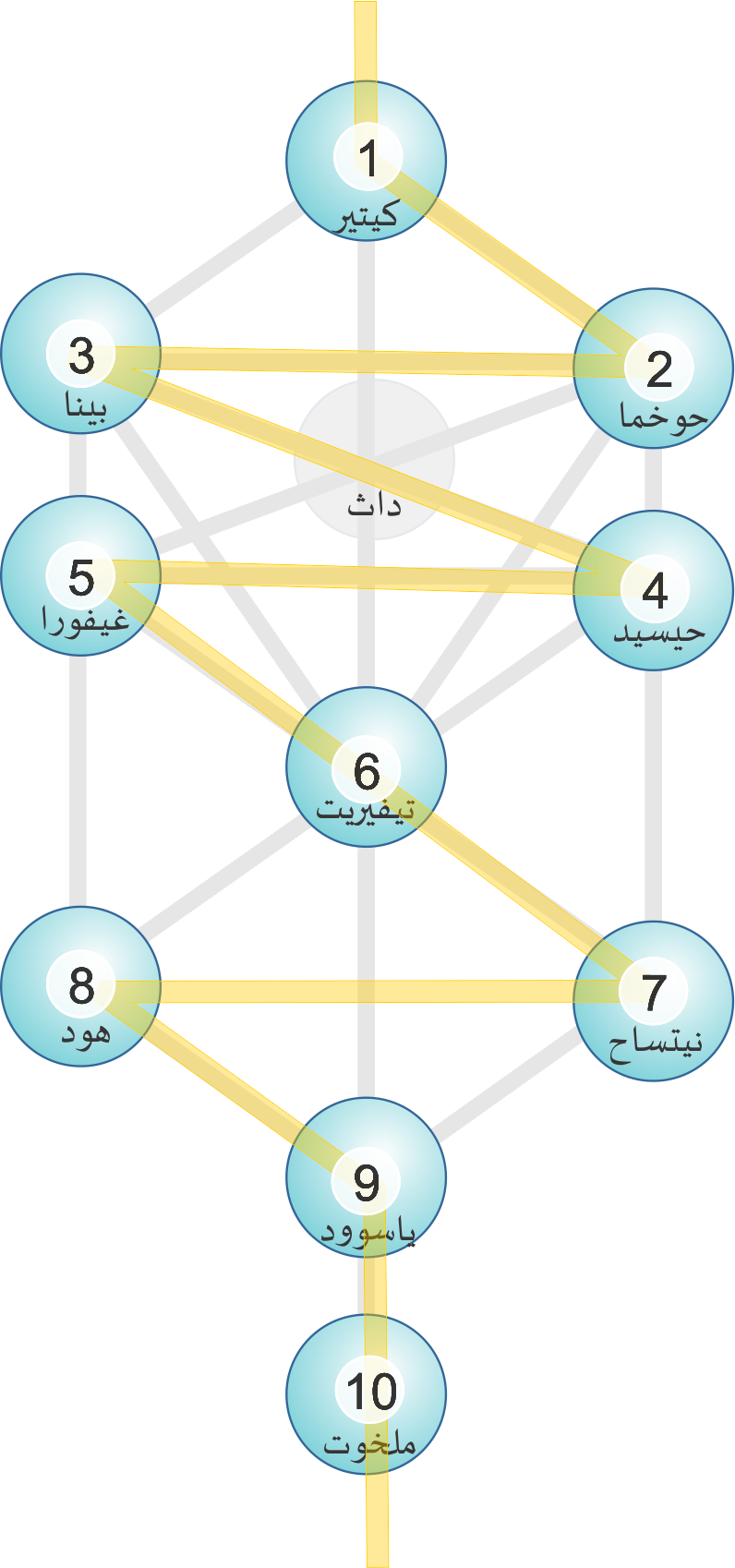
شجرة الحياة تظهر ممارات برق النور

بحسب القبالة، انبثاقات التكوين تبداء من «النور السرمدي» (عين صوف أور)، وتمر بعشرة تجليات تسمى كل منها «سيفيره» (بالعبرية: סְפִירָה وتعني التعداد). تختلف فكرة السيفيروث في الهرمسية عن مثيلتها في القبالة اليهودية. راجع شجرة الحياة اليهودية من أجل فهم الفكرة الهرمسية وسيفيروث من أجل فهم الفكرة اليهودية.
بالنسبة للهرمسية، تطوف الذات الإلهية من «النور السرمدي» (عين صوف أور) لتتبلور كـ«كتير»، أول سيفيروث شجرة الحياة الهرمسية. ومن الكتير، تطوف الذات الإلهية إلى بقية السيفيروث بالتتابع: كتيتر (1) ثم حوخما (2) ثم بينا (3) ثم داث -حيسيد (4) ثم غيفورا (5) ثم تيفيريت (6) ثم نيتساح (7) ثم هود (8) ثم ياسوود (9) ثم ملخوت (10). لايوجد رقم محدد لـ«داث» على أساس أنه جزء خفي لـ«بينا».
تعتبر كل سيفيره انبثاق للطاقة الإلهية (عادة ما تسمى النور الإلهي) والتي تطفو من جهة اللاظاهر عبر الكتير إلى الظاهر. وتظهر عملية الطوفان على شجرة الحياة كبرق الذي يطفو من سيفيره إلى أخرى بحسب انبثاقاته.
تترابط كل واحدة من السيفيروث مع طاقة إلاهية ولها عدد من الصفات. تساعد هذه الصفات دارسي القبالة على فهم خصائص كل سيفيره. وهذه دلالة على تنوع مفاعيم القبالة الهرمسية. مثلا، سيفيرة «هود» (مجد) لها صفات «المجد»، الذكاء الكامل، الثامنة في التاروت، الكوكب عطارد، الإله الفرعوني «تحوت»، الملا ميخائيل، وإله الرومان ميركوري والزئبق العنصر الخيميائي. والفكرة الأساسية أن على مريد القبالة التأمل بكل هذه الصفات ليصل إلى فهم ميزات السيفيرة. كل سيفيرة تمثل طبيعة اله، فإن المسرب بينهما طرق معرفة الله.

### التاروت وشجرة الحياة
يعتبر الكاباليون الهرمسيون أن أوراق التاروت هي مفاتيح شجرة الحياة. تسمى أوراق الطرنيب الواحد والعشرون مع ورقة المجنون "المايجور أركانا أو "الأسرار الكبرى" ويمثلون الأحرف العبرية الإثنين والعشرين ومسارب شجرة الحياة الإثنين والعشرين. أما الأوراق من الإص وحتى العشرة يمثلون السيفيروت العشرة. أما اوراق البلاط الستة عشر فتمثل العناصر الأساسية في العوالم الأربعة.

## التاريخ

### نظرة الهرمسيين للبداية

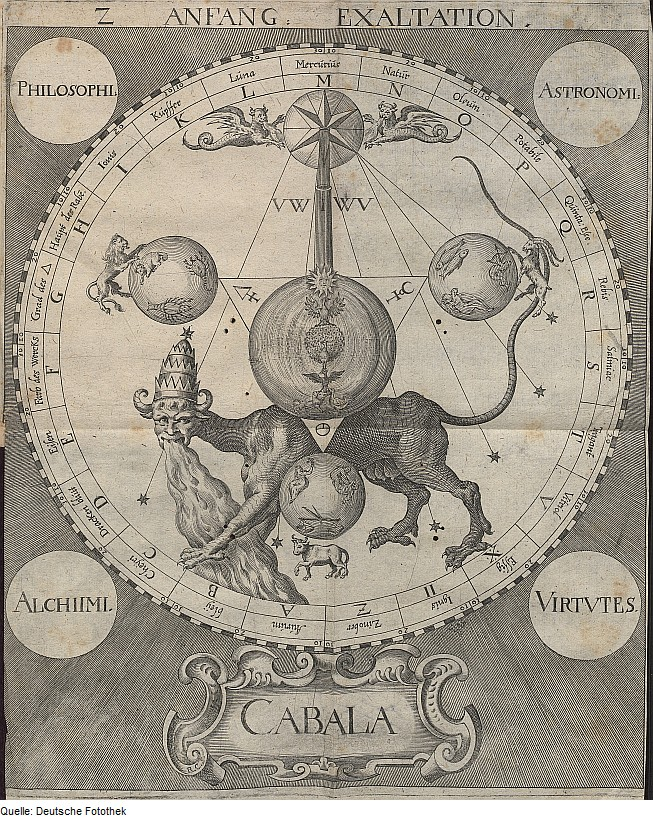
تصور ألماني من عام 1616 للتوفيف بين القبالة، الخيمياء، التنجيم، ومناهج هرمسية أخرى.

النظرية اليهودية التقليدية للقبالة أنها تراث نبع من اليهودية نفسها وأنها قُدمت بمصطلحات تعتمد مفاهيم التوفيقية من الأفلاطونية المحدثة من زمن العصور الوسطى. أما نظرة الهرمسيين تختلف. يعتقدون أن القبالة لم تظهر مع اليهود أو الساميين أو حتى الفراعنة، بل أنها فكرة غلابية ظهرت مع الإغريق اليونان بتأثير من الحضارات الهندو-أوروبية والتي اعتمدها فيما بعض المتصوفة اليهود.
وبحسب هذا المفهوم، فإن القبالة الهرمسية هي الأساس للقبالة اليهودية والقبالة المسيحية بالرغم من أن المصطلح المستعمل هو عبري يهودي.

### غيبيات عصر النهضة
في القرن الخامس عشر، دمجت القبالة البهودية في الطريقة الهرمسية بعد أن روج بيكو ديلا ميراندولا لفكرة عالم توفيقي يعتمد ويفسر الأفلاطونية والأفلاطونية المحدثة والأرسطوطالية والهرمسية والقبالة. ثم نشر كتاب الكتب الثلاث حول فلسفة الغيبية والذي أدخل القبالة إلى نظريات وممارسات السحر الغربي.

### جمعيات النخبة في عصر التنور
عندما حرمت الكنيسة افكار الهرمسية، أجبرت على إتخاذ طريق السرية والاختباء. وظهر العديد من الأخوة الهرمسية. مع بزوغ عصر التنوير، أو عصر العقل، بدء الشك في طرق الدين القديمة فانضحلت القبالة المسيحية وانتعشت القبالة الهرمسية في الطرق الباطنية الغربية.

## إقراء أيضا
- الهرمسية والأديان الأخرى
- سحر عصر النهضة
- التعاليم الباطنية الغربية
- تصوف
- غامض
- الخيمياء
- العرافة، النخبوية وتاروت الغيبية
- منظمات السحر
- قبالة إنجليزية
- نخبوية مسيحية
- قبالة مسيحية

الممارسات:
- سيمياء
- صنع المعجزات [الإنجليزية]
- Goetia
- تعويذه